# Michele Tito
Michele Tito, född 18 juni 1920 i Trieste, död 10 juli 1968, var en italiensk friidrottare.
Tito blev olympisk bronsmedaljör på 4 x 100 meter vid sommarspelen 1948 i London.